# Arthur Sullivan
Sir Arthur Seymour Sullivan (13. května 1842, Londýn – 22. listopadu 1900 tamtéž) byl anglický hudební skladatel. Při vzniku svých oper spolupracoval s libretistou W. S. Gilbertem (viz Gilbert a Sullivan).

## Život
Své hudební i pěvecké nadání projevoval už od raného mládí, a stal se sboristou v londýnské Královské kapli (Royal Chapel).
Ze začátku komponoval orchestrální, komorní a chrámovou hudbu. Napsal mnoho písní a chorálů. Pod Offenbachovým vlivem začal komponovat opery (opera buffa), se kterými dosáhl svých největších úspěchů. Vyučoval na Londýnské hudební akademii, poté se stal ředitelem Training School for Music. Od Cambridgeské univerzity dostal čestný doktorát a od královny šlechtický titul Knight Bachelor (s oslovením „Sir“).
Značný podíl na úspěchu jeho oper měl kvalitní libretista W. S. Gilbert. Premiéry se konaly v Savoy Theatre v Londýně, proto se Sullivanovy opery nazývají také „Savojskými“. Do svých operet přidával různé akrobatické scény, které přitahovaly zájem anglického publika. Značnou popularitu především v Anglii a v USA získal např. operami Patience (1881), Iolanthe (1882), Princess Ida (1884) anebo The Gondoliers (1889). V kontinentální Evropě se prosadila hlavně opera Mikado (1885), pravděpodobně pro svůj exotický námět.
Za svůj život napsal další, ale méně úspěšná operní díla. Byl neustále rozpolcen mezi obchodní úspěch a vážnější povinnosti, jež na něj kladla sama královna.

## Dílo
Jeho dílo zahrnuje především 23 oper, převážně lehčího žánru "opera buffa", třináct orchestrálních děl, osm oratorií nebo chorálů, dva balety, scénickou hudbu k několika divadelním hrám a četné kostelní písně a další práce pro kostel, koledy, hudbu pro klavír a komorní hudbu. Operu s vážným tématem složil pouze jedinou (Ivanhoe).

## Opery
Pokud zde není uvedeno jinak, je místem prvního uvedení Londýn.
- The Sapphire Necklace or The False Heiress (libreto H.F. Chorley, Crystal Palace, 13. dubna 1867)
- Cox and Box or The Long-lost Brothers (libreto F.C. Burnand, Adelphi Theatre, 13. května 1867)
- The Contrabandista; or The Law of the Ladrones (libreto F.C. Burnand, St George’s Opera House, 18. prosince 1867 – revidovaná verze pod názvem The Chieftain, Savoy Theatre, 12. prosince 1894)
- Thespis or The Gods Grown Old (libreto W.S. Gilbert, Gaiety Theatre, 26. prosince 1871)
- Trial by Jury (libreto W.S. Gilbert, Royalty Theatre, 25. března 1875)
- The Zoo (libreto Bolton Rowe, St James’s Theatre, 5. června 1875)
- The Sorcerer (libreto W.S. Gilbert, Opéra Comique, 17. listopadu 1877; revidovaná verze, Savoy Theatre, 11. října 1884
- HMS Pinafore or The Lass that Loved a Sailor (libreto W.S. Gilbert, Opéra Comique, 25. května 1878)
- The Pirates of Penzance or The Slave of Duty (libreto W.S. Gilbert, Paignton, Royal Bijou Theatre, 30. prosince 1879)
- Patience; or Bunthorne’s Bride (libreto W.S. Gilbert, Opéra Comique, 23. dubna 1881)
- Iolanthe or The Peer and the Peri (libreto W.S. Gilbert, Savoy Theatre, 25. listopadu 1882)
- Princess Ida or Castle Adamant (libreto W.S. Gilbert podle The Princess Lorda Alfreda Tennysona, Savoy Theatre, 5. ledna 1884)
- The Mikado or The Town of Titipu (libreto W.S. Gilbert, Savoy Theatre, 14. března 1885) )[2]
- Ruddigore or The Witch’s Curse (libreto W.S. Gilbert, Savoy Theatre, 22. ledna 1887)
- The Yeomen of the Guard; or The Merryman and His Maid (libreto W.S. Gilbert, Savoy Theatre, 3. října 1888)
- The Gondoliers or The King of Barataria (libreto W.S. Gilbert, Savoy Theatre, 7. prosince 1889)
- Ivanhoe  (libreto Julian Sturgis (podle Waltra Scotta), Royal English Opera House, 31. ledna 1891)
- Haddon Hall (libreto Sydney Grundy, Savoy Theatre, 24. září 1892)
- Utopia Limited or The Flowers of Progress (libreto W.S. Gilbert, Savoy Theatre, 7. října 1893)
- The Grand Duke or The Statutory Duel (libreto W.S. Gilbert, Savoy Theatre, 7. března 1896)
- The Beauty Stone (libreto A.W. Pinero a J Comyns Carr, Savoy Theatre, 28. květen 1898)
- The Rose of Persia or The Story-teller and the Slave (libreto Basil Hood, Savoy Theatre, 29. listopadu 1899)
- The Emerald Isle or The Caves of Carrig-Cleena (libreto Basil Hood, Savoy Theatre, 27. dubna 1901)

### Scénická hudba
- The Tempest (William Shakespeare, Leipzig, Gewandhaus, 6. dubna 1861; revidovaná verze, Crystal Palace, 5. dubna 1862)
- The Merchant of Venice (William Shakespeare, Manchester, Prince’s Theatre, 19. září 1871)
- The Merry Wives of Windsor (William Shakespeare, Gaiety Theatre, 19. prosince 1874)
- Henry VIII (William Shakespeare, Manchester, Theatre Royal, 29. srpna 1877)
- Macbeth (William Shakespeare, Lyceum Theatre, 29. prosince 1888)
- The Foresters (Alfred Tennyson, New York, Daly’s Theatre, 17. března 1892)
- King Arthur (J Comyns-Carr, Lyceum Theatre, 12. ledna 1895)

### Balet
- L’Ile enchantée (Covent Garden Theatre, 14. května 1864)
- Victoria and Merrie England (libreto Carlo Coppi, Alhambra Theatre, 25. května 1897)

### Vokální skladby s orchestrem
- Kenilworth (A Masque of the Days of Queen Elizabeth) (kantáta, text Henry Fothergill Chorley, Birmingham Festival, 8. září 1864)
- The Prodigal Son (oratorium, text skladatel podle Bible, Worcester Music Festival, 8. září 1869)
- On Shore and Sea (kantáta, text Tom Taylor, London International Exhibition, Royal Albert Hall, . května 1871)
- Te deum laudamus and Domine salvam fac reginam (liturgický text, Crystal Palace, 1. května 1872)
- The Light of the World (oratorium, text skladatel podle Bible, Birmingham Festival, 27. srpna 1873)
- The Martyr of Antioch (oratorium, text H. H. Milman, Leeds Festival, 15. října 1880)
- Ode for the Opening of the Colonial and Indian Exhibition (text Tennyson, Royal Albert Hall, 4. května 1886)
- The Golden Legend (kantáta, text Joseph Bennett podle Longfellowa, Leeds Festival, 16. října 1886)
- Te deum laudamus: A Thanksgiving for Victory (liturgický text, St Paul’s Cathedral, 8. června 1902)

### Orchestrální skladby
- Overture in d-minor (Royal Academy of Music, 13. července 1858)
- The Feast of Roses, Overture after Moore’s ‘Lalla Rookh’, Lipsko, Gewandhaus, 25. května 1860)
- God Save the Queen (orchestrální úprava)
- Symfonie E-dur, Irská (Crystal Palace, 10. března 1866)
- Overture in C, ‘In Memoriam’ (Komponovaná na smrt skladatelova otce, Norwich Festival, 30. října 1866)
- Koncert pro violoncello a orchestr D-dur (Crystal Palace, 24. listopadu 1866. Dochoval se pouze sólový part. Koncert byl rekonstruován Davidem Mackie a Sirem Charlesem Mackerrasem
- Marmion Overture after Scott Queen’s Concert Rooms (Hanover Square, 3. června 1867)
- Overture di Ballo Originall (Birmingham Festival, 31. srpna 1870)

### Komorní hudba
- Kadence pro Mozartův klavírní koncert A-dur (K.S. 488), 1859
- Smyčcový kvartet d-moll, Lipsko, 1858
- Romance g-moll pro smyčcový kvartet, 1859
- An Idyll pro violoncello a klavír, 1865
- Allegro risoluto, 1866
- Day Dreams, 1867
- Duo Concertante pro violoncello a klavír, 1868

Několik stovek písní, duet, trií i náboženských hymnů.